# Самед Баждар
Самед Баждар (серб. Самед Баждар / Samed Baždar, нар. 31 січня 2004, Новий Пазар) — боснійський футболіст, нападник іспанського клубу «Реал Сарагоса».
Виступав, зокрема, за клуб «Партизан», а також національну збірну Сербії.

## Клубна кар'єра
Народився 31 січня 2004 року в місті Новий Пазар. Вихованець футбольної школи клубу «Партизан». Дорослу футбольну кар'єру розпочав 2021 року в основній команді того ж клубу, кольори якої захищає й донині.
В липні 2024 року футболіст перейшов до складу іспанського клубу «Реал Сарагоса».

## Виступи за збірні
У 2019 році дебютував у складі юнацької збірної Сербії (U-15), загалом на юнацькому рівні взяв участь у 15 іграх, відзначившись 3 забитими голами.
У 2024 році дебютував в офіційних матчах у складі національної збірної Сербії.
У 2024 році Самед Баждар прийняв запрошення боснійської Федерації футболу і 16 листопада 2024 року у матчі Ліги націй проти команди Німеччини дебютував у складі національної збірної Боснії і Герцеговини.
| Дата      | Місто   | Господарі | Результат | Гості  | Турнір           | Голи | Примітки |
| --------- | ------- | --------- | --------- | ------ | ---------------- | ---- | -------- |
| 25-3-2024 | Ларнака | Кіпр      | 0 – 1     | Сербія | товариський матч | -    | 76'      |
| Усього    |         | Матчів    | 1         |        | Голів            | 0    |          |